# African Table Tennis Federation
Die African Table Tennis Federation (ATTF) ist für alle offiziellen Aktivitäten und Wettbewerbe im Tischtennis in Afrika verantwortlich. Sie besteht aus den angeschlossenen afrikanischen nationalen Tischtennisverbänden.
Die Initiative für solch einen Verband ging von dem Ägypter Amin Abou Heif aus, damals Vizepräsident des Tischtennis-Weltverbandes ITTF. Gegründet wurde der Verband am 19. Dezember 1961 in Kairo von 19 anwesenden Ländern. Es wurde beschlossen, die ersten Afrikameisterschaften 1962 in Alexandria zu veranstalten.
Die 19 Gründungsmitglieder waren Republik Dahomey, Äthiopien, Ghana, Libyen, Madagaskar, Mali, Marokko, Mauritius. Niger, Nigeria, Nordrhodesien, Sierra Leone, Somalia, Südafrika, Sudan, Tanganjika, Togo, Uganda und Vereinigte Arabische Republik.